# Thyra de Danemark (1880-1945)
Pour sa tante, voir Thyra de Danemark.
Ne doit pas être confondu avec Thyre de Danemark.
La princesse Thyra de Danemark (Thyra Louise Caroline Amalie Augusta Elisabeth) est née le 14 mars 1880 à Copenhague au Danemark et est morte le 2 novembre 1945 à Copenhague. Membre de la maison de Glücksbourg, elle est le sixième enfant et la troisième fille du roi Frédéric VIII de Danemark et de Louise de Suède.

## Biographie

### Famille et jeunesse

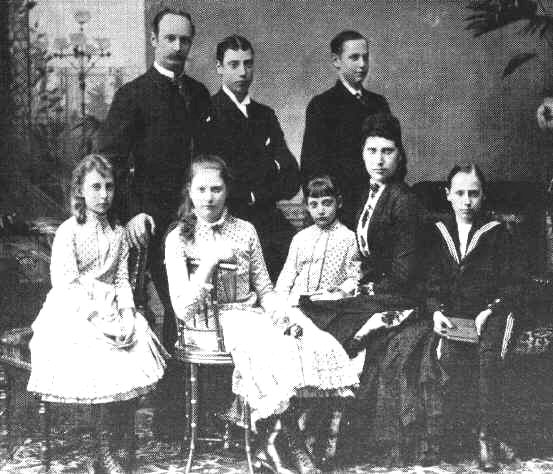
La princesse Thyra (troisième assise à gauche) et sa famille en 1885.

Petite-fille du roi Christian IX de Danemark (1818-1906), surnommé le « beau-père de l’Europe », la princesse Thyra voit le jour le 14 mars 1880 à la résidence de ses parents, le palais Frédéric VIII, situé au palais d’Amalienborg, résidence principale de la famille royale de Danemark dans le quartier de Frederiksstaden au centre de Copenhague. Elle est le sixième enfant du prince héritier Frédéric de Danemark et de la princesse Louise de Suède. Son père est le fils aîné du roi Christian IX de Danemark, et de la princesse Louise de Hesse-Cassel, et sa mère est la fille unique du roi Charles XV de Suède et de la princesse Louise des Pays-Bas.

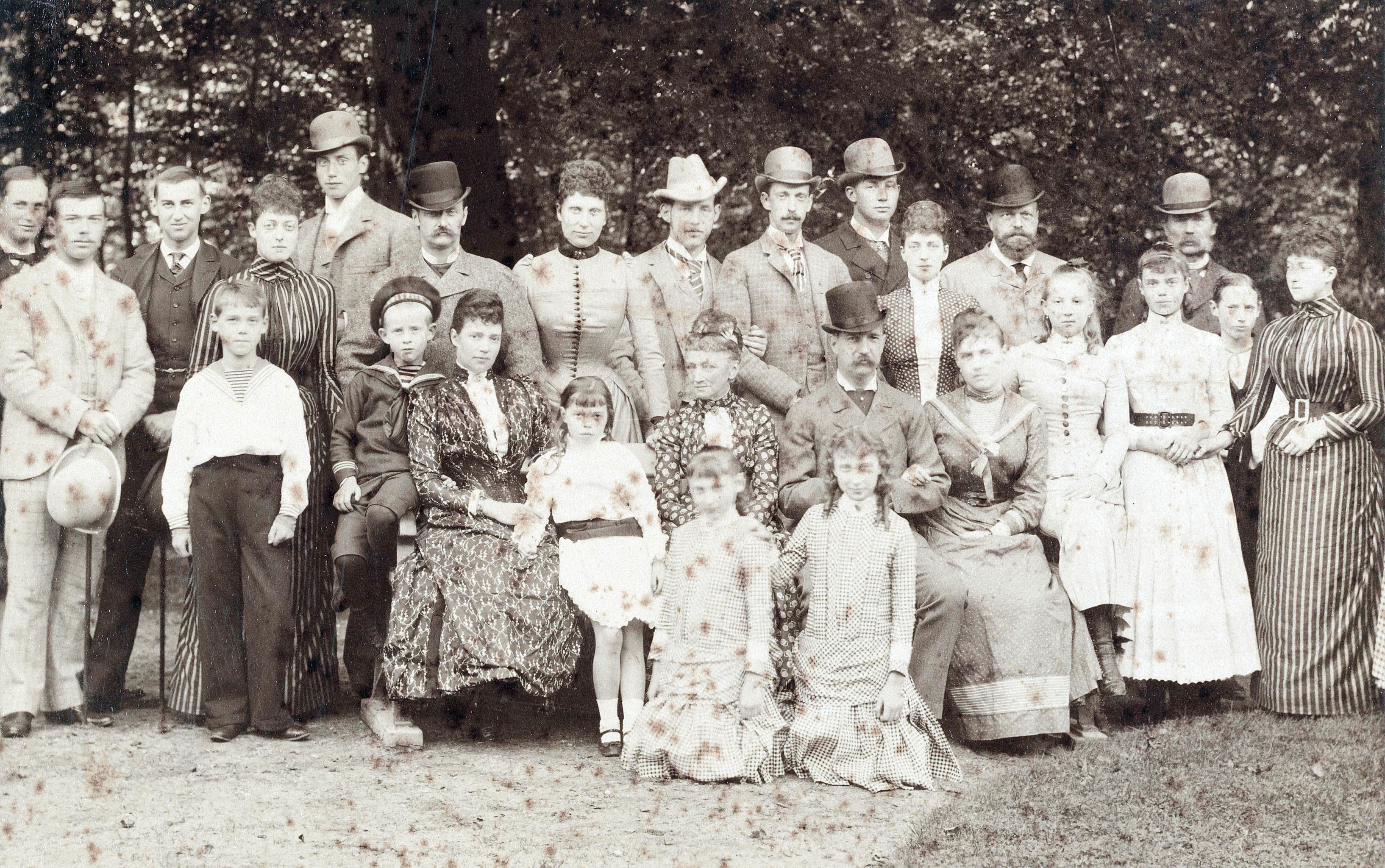
La princesse Thyra (assise par terre à gauche) avec sa famille paternelle à Fredensborg en 1889.

La princesse Thyra, de son nom de baptême Thyra Louise Caroline Amalie Augusta Elisabeth, est nommée d'après sa tante, la princesse Thyra de Danemark, princesse de Hanovre par mariage. En tant que petite-fille en lignée masculine d'un monarque danois et fille d'un prince héritier danois, elle porte dès sa naissance le titre de princesse de Danemark avec la qualification d'altesse royale.

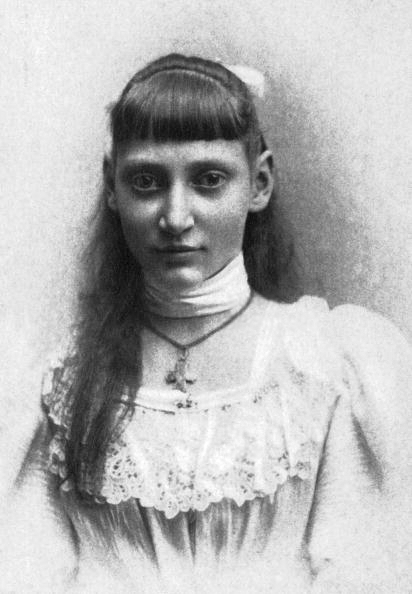
La princesse Thyra à la fin des années 1890.

La princesse Thyra a quatre frères et trois sœurs, dont Christian qui succède à leur père sur le trône danois en 1912 et Charles qui devient roi de Norvège sous le nom de Haakon VII en 1905,. L'enfant grandit aux côtés de ses parents et ses frères et sœurs au palais Frédéric VIII et au palais de Charlottenlund, leur résidence d'été située sur les rives du détroit d'Øresund à dix kilomètres au nord de la ville sur l'île de Seeland.
Contrairement à la pratique habituelle de l'époque, où les enfants royaux sont élevés par des gouvernantes, les enfants sont élevés par la princesse héritière Louise elle-même. Thyra et ses frères et sœurs reçoivent une éducation privée à dominance chrétienne, caractérisée par la sévérité, l'accomplissement des devoirs, les soins et l'ordre.
En 1901, à l'âge de 21 ans, la princesse Thyra a une histoire d'amour avec le jeune médecin de la cour Niels C. Ilsøe, ce qui conduit au renvoi immédiat de celui-ci. Ilsøe doit déménager dans le Jutland occidental à l'autre bout du pays. Il ne se mariera jamais. Il aurait gardé une photo de la princesse sur sa table de chevet jusqu'à sa mort. Thyra reste également célibataire.

### Dernières années
La princesse Thyra vit toute sa vie d'adulte dans un appartement à Amaliegade à Copenhague, à proximité immédiate du palais d'Amalienborg. Elle est considérée à son époque comme très sympathique et compréhensive, et son appartement est un point de rencontre populaire pour ses frères et sœurs. Elle ne joue aucun rôle majeur dans la vie officielle de la cour,.
La princesse Thyra meurt le 2 novembre 1945 à Copenhague. Elle est inhumée dans la crypte sous la chapelle Christian IX de la cathédrale de Roskilde, la nécropole traditionnelle des rois de Danemark.

## Distinction
- 15 mars 1910 : dame grand-croix de l'ordre de Sainte-Catherine